# ヌブラ

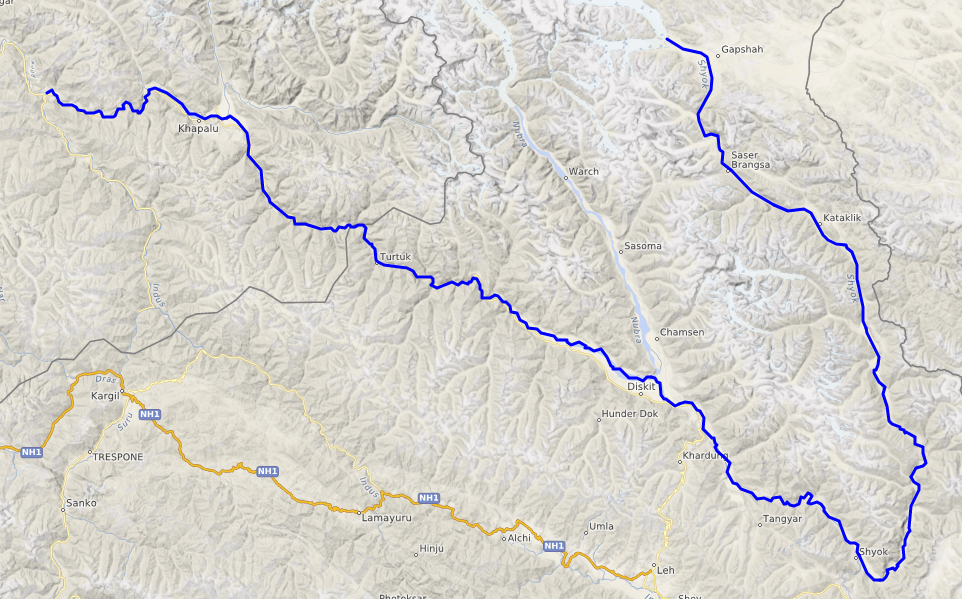
ヌブラを流れるヌブラ川とシャヨク川

ヌブラ（英語：Nubra）は、インドのラダック北部にある小区域である。ヌブラ川とシャヨク川によって切り開かれた三本の矢のような谷を形成しているため、ヌブラ谷・ヌブラ渓谷とも呼ばれる。ヌブラ地域の中心地はデスキットであり、レー地区の小区域とされている。東部のシャヨク渓谷には、かつて貿易キャラバンが使用してきたキャンプ場が多数あったが、現在ではほとんどが無人地帯である。

## 地理
チベット高原の他の地域と同様に、ヌブラは高地の寒冷な砂漠で、降水量が少なく、河川敷を除いて植生が乏しい。村々は灌漑された肥沃な土地で、小麦、大麦、エンドウ豆、マスタード、そしてリンゴ、クルミ、アンズ、アーモンドの木を含む様々な果物やナッツが生産されている。ヌブラに住む人のほとんどは、ヌブラ方言やヌブラ・スケートを話す仏教徒である。
ヌブラの西部のインド・パキスタン国境付近には、トゥルトゥクという村があり、ギルギット・バルティスタン系の民族が住んでいる。彼らは、バルティ語を話し、シーア派とスフィア派のヌルバフシア派のイスラム教徒である。
谷の北側にはシアチェン氷河が横たわっている。デスキット地域には、1971年のインド・パキスタン戦争でパキスタンから奪取されたトゥルトゥク地域とシアチェン氷河地域が含まれている。
北部にはサッサー峠やカラコルム峠があり、中国の新疆ウイグル自治区と接している。かつては、中央アジアとの地域を通過する多くの貿易があり、チベットへ行くためにヌブラ渓谷を通っていた。
谷間のデスキットは、ヌブラの中心地であり、基本的な設備を備えた多くの役所がある。また、レーとは道路で結ばれている。ヌブラ川やシアチャン川に沿って、スムル（Sumur）、キアガル（Kyagar）（別名タイガーヒル）、ティリス（Tirith）、パナミック（Panamik）、トゥルトゥク（Turtuk）などの村が点在する。

## 観光
- デスキットゴンパ - 15世紀頃に建立。32メートルの弥勒仏像がある。デスキットゴンパの弥勒仏像

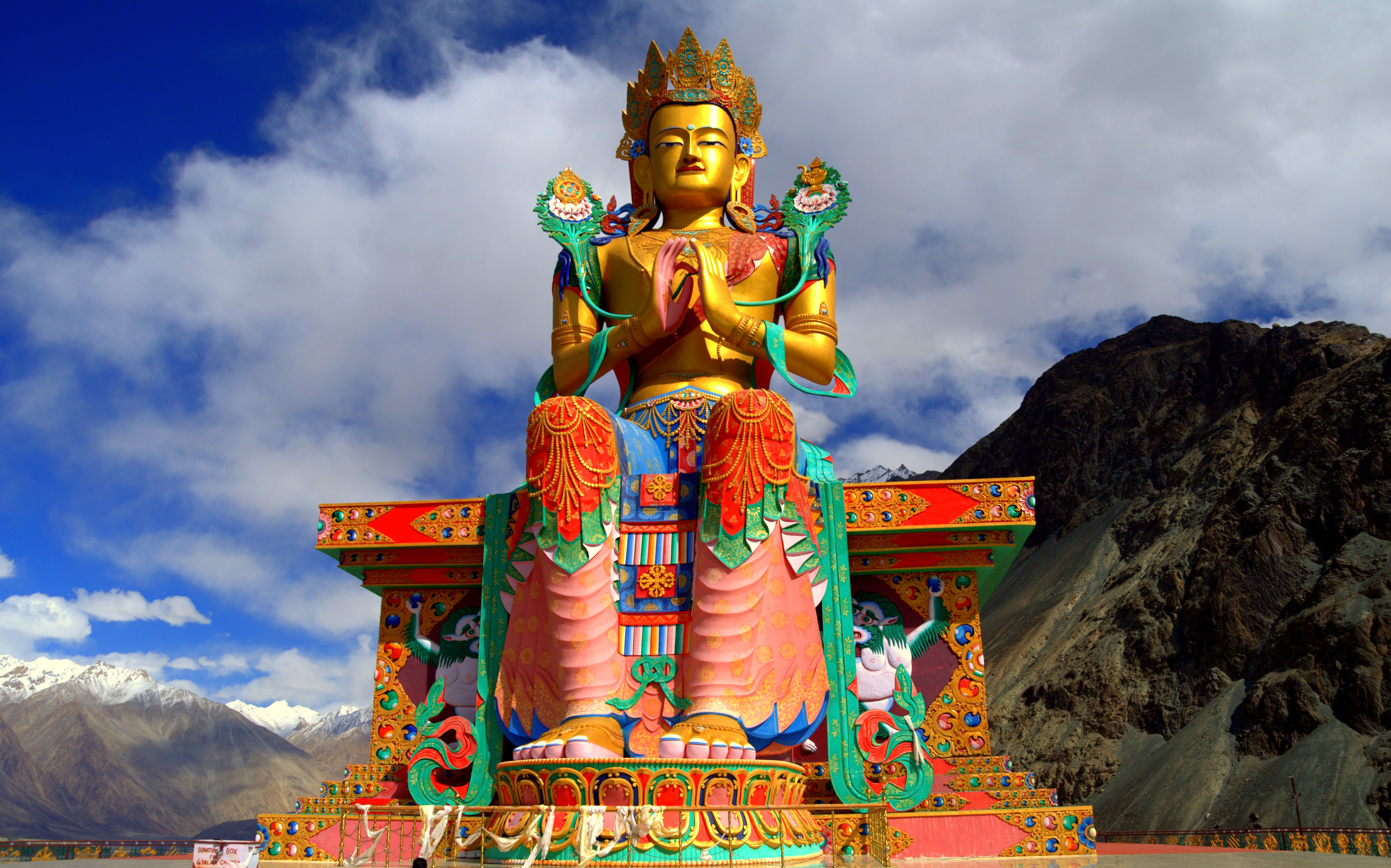
デスキットゴンパの弥勒仏像

- フンダル - デスキットからシャヨク川沿いに進んだところにある村。デスキットとの間には砂漠があり、フタコブラクダに乗ることができる。

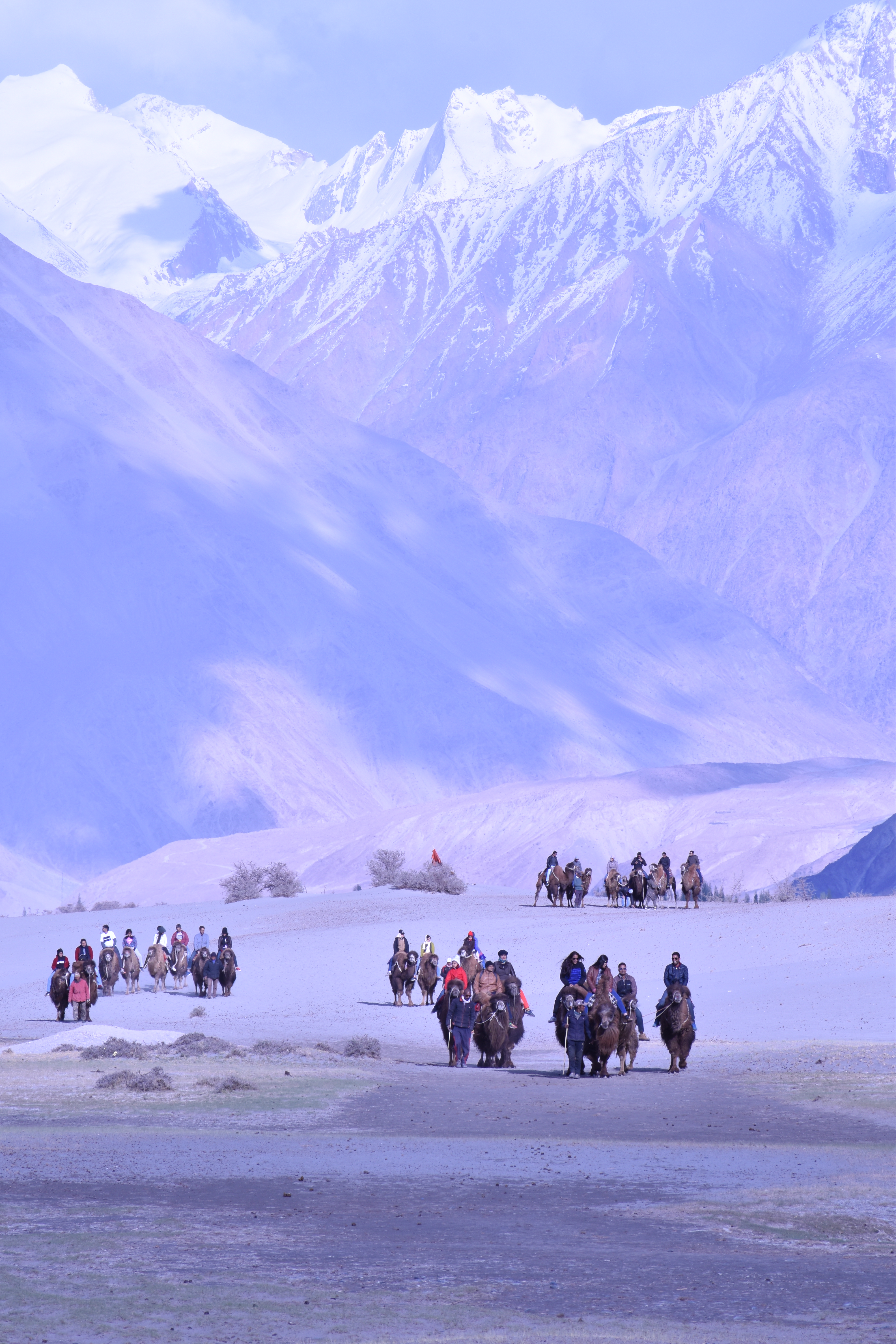
フンダルのキャメルツアー

- パナミック - 村の南に天然の温泉がある。

## アクセス
レーからカルドゥン・ラを超える道を通る。レーから乗り合いバスなどが利用可能。外国人がヌブラ奥地を訪れるには、ILP（インナーライン通行許可書）を取得する必要がある。

## ギャラリー

ヌブラのパノラマビュー
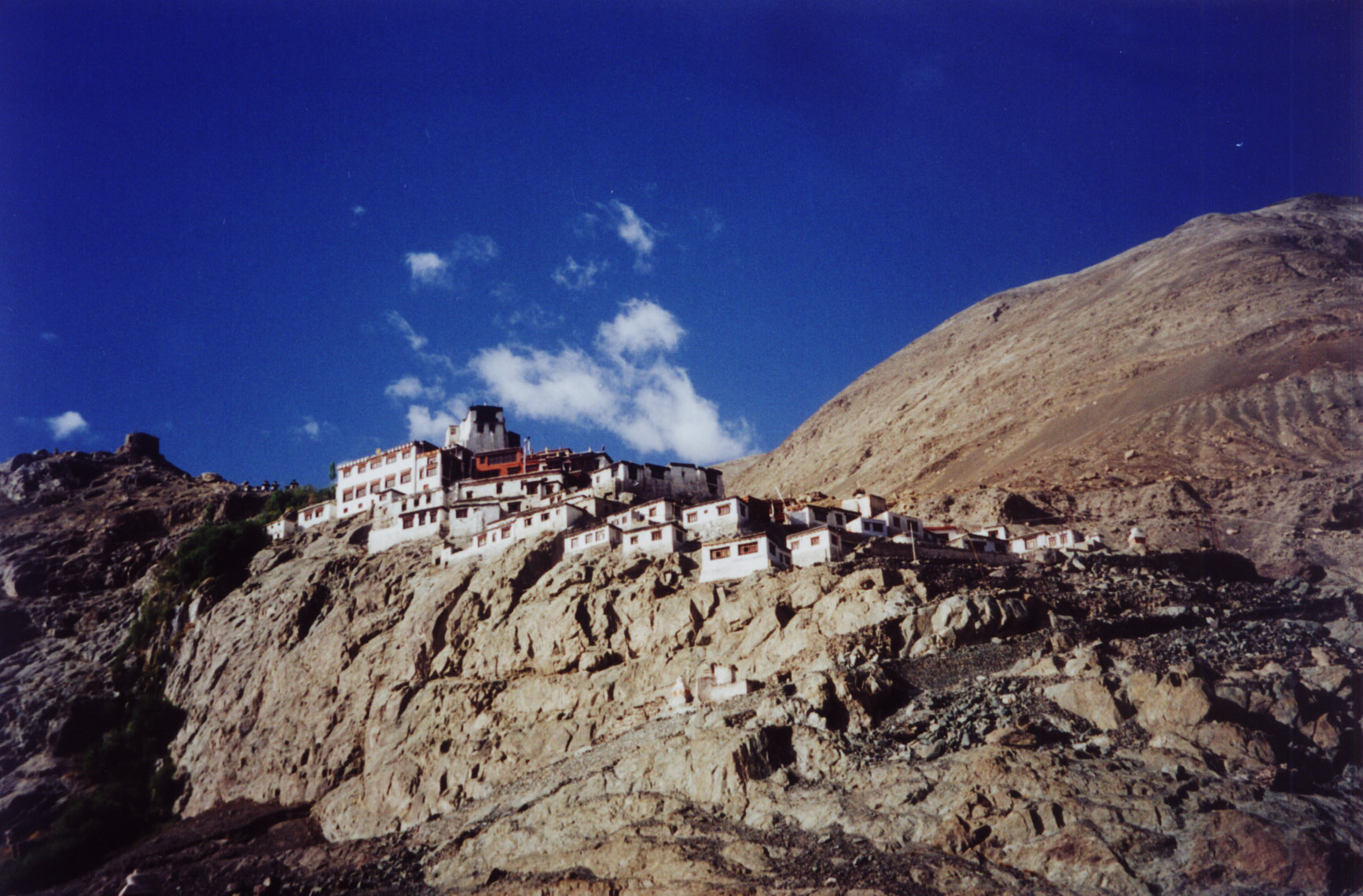
デスキットゴンパ
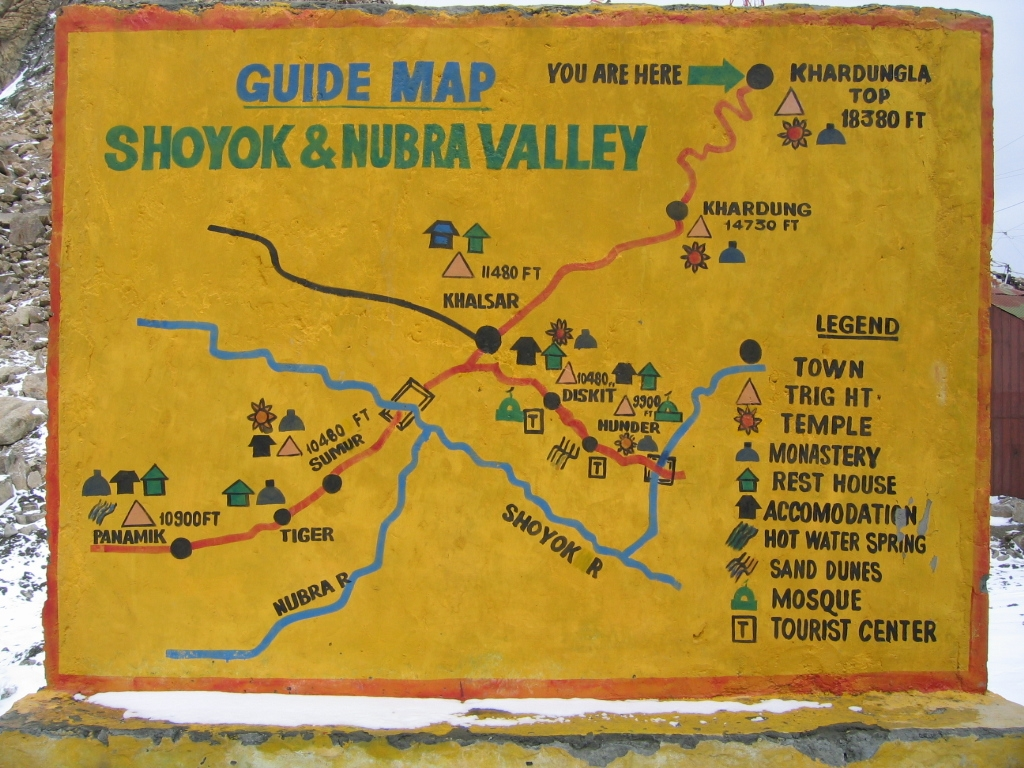
ヌブラ渓谷のローカルマップ
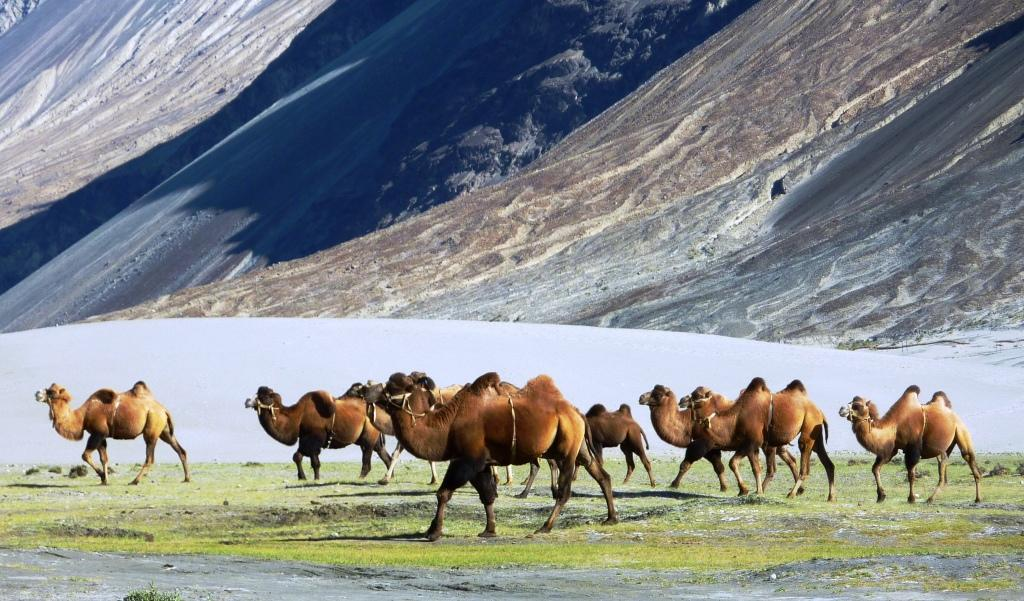
フンダルのラクダ
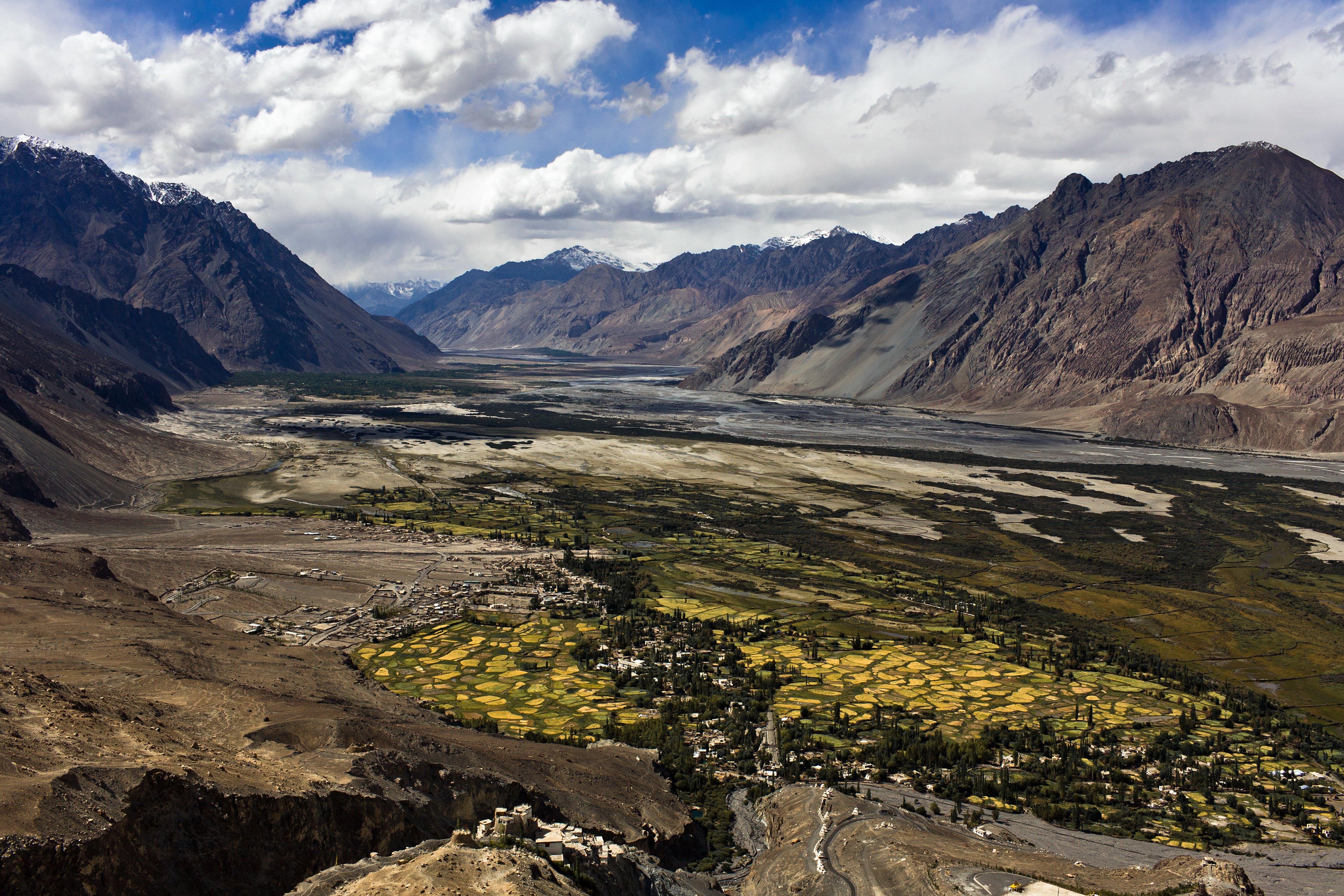
ヌブラ渓谷とデスキッ トゴンパ